# Papilio grosesmithi
Papilio grosesmithi is een vlinder uit de familie van de pages (Papilionidae). De wetenschappelijke naam van de soort is voor het eerst geldig gepubliceerd in 1926 door Lionel Walter Rothschild.